# Hinsdorf

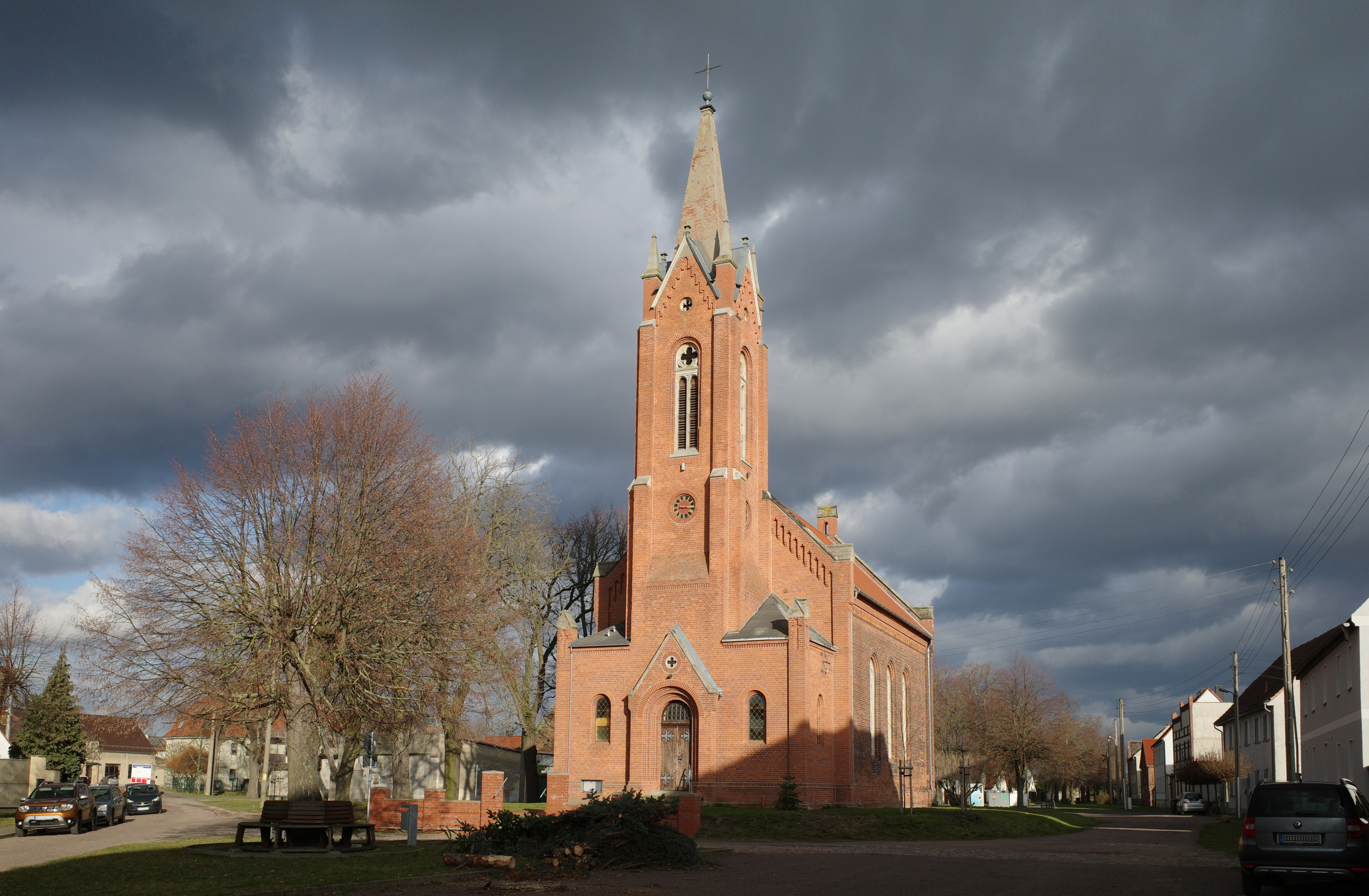
Kirche in Hinsdorf

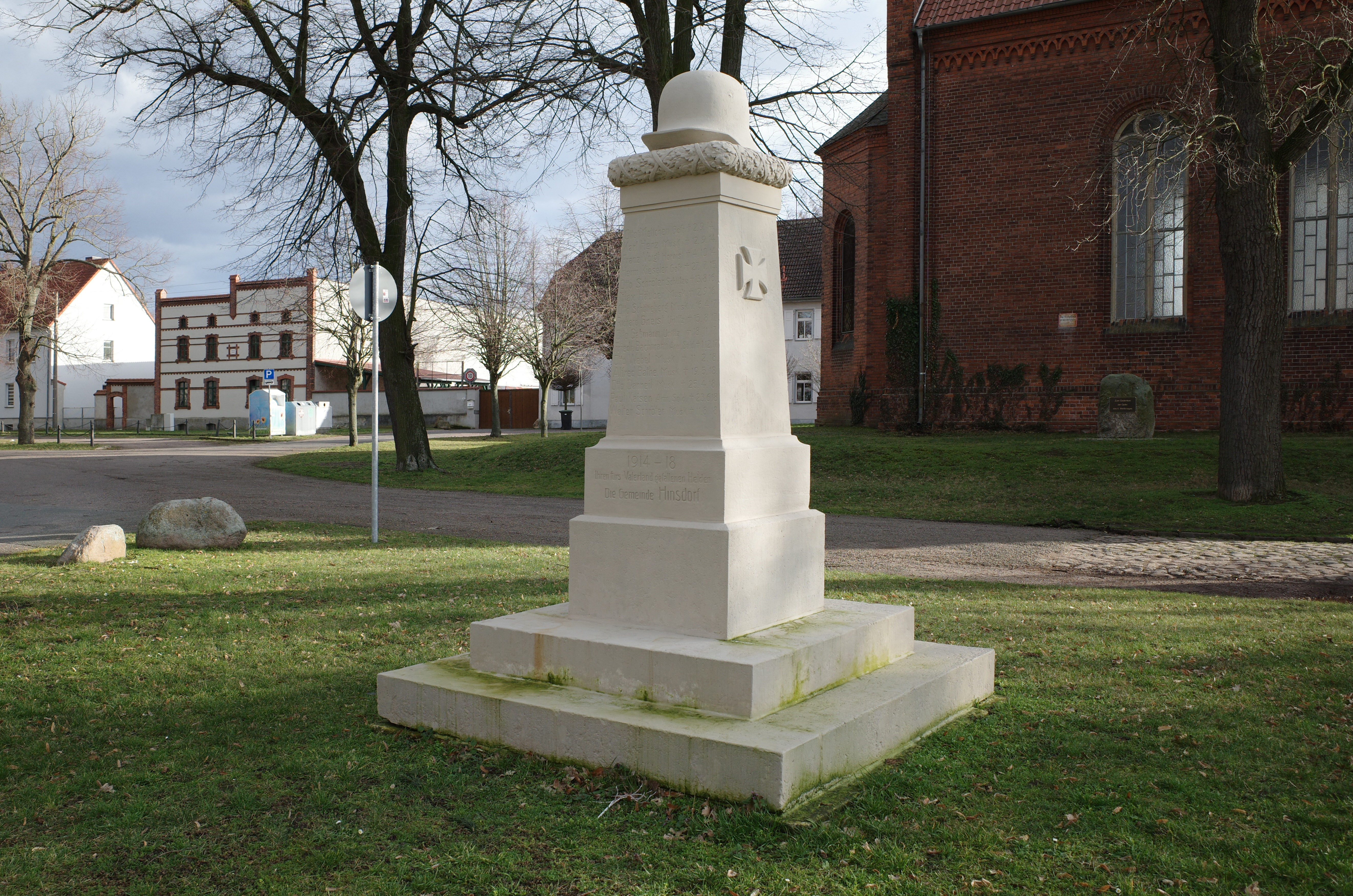
Kriegerdenkmal in Hinsdorf

Hinsdorf ist ein Ortsteil der Stadt Südliches Anhalt im Landkreis Anhalt-Bitterfeld in Sachsen-Anhalt.

## Geographie
Der Ort Hinsdorf liegt etwa 15 Kilometer südwestlich von Dessau und 15 Kilometer östlich der Stadt Köthen (Anhalt). Die Gegend zwischen Elbe und Fuhne ist sehr waldarm und wird landwirtschaftlich intensiv genutzt. Die Mosigkauer Heide nordöstlich von Hinsdorf ist eines der wenigen großen zusammenhängenden Waldgebiete in der Region.

## Geschichte
Hinsdorf wurde 1401 erstmals urkundlich erwähnt und kann damit auf eine über 600-jährige Geschichte zurückblicken.
Bis zur Neubildung der Einheitsgemeinde Südliches Anhalt am 1. Januar 2010 war Hinsdorf eine selbständige Gemeinde in der Verwaltungsgemeinschaft Südliches Anhalt. Letzter Bürgermeister von Hinsdorf war Hans-Rainer Homann.

## Verkehr
Durch Hinsdorf führt die Straßenverbindung von Köthen (Anhalt) nach Bitterfeld-Wolfen. Buslinien des Öffentlichen Nahverkehrs führen nach Köthen sowie nach Salzfurtkapelle (Ortsteil der Stadt Zörbig). Der Autobahnanschluss Dessau-Süd ist ca. sieben Kilometer entfernt (A 9 Berlin – München). Der nächste Bahnhof befindet sich im neun Kilometer entfernten Raguhn (Bahnlinie Leipzig – Dessau-Roßlau).